# Grand-Prix-Saison 1908

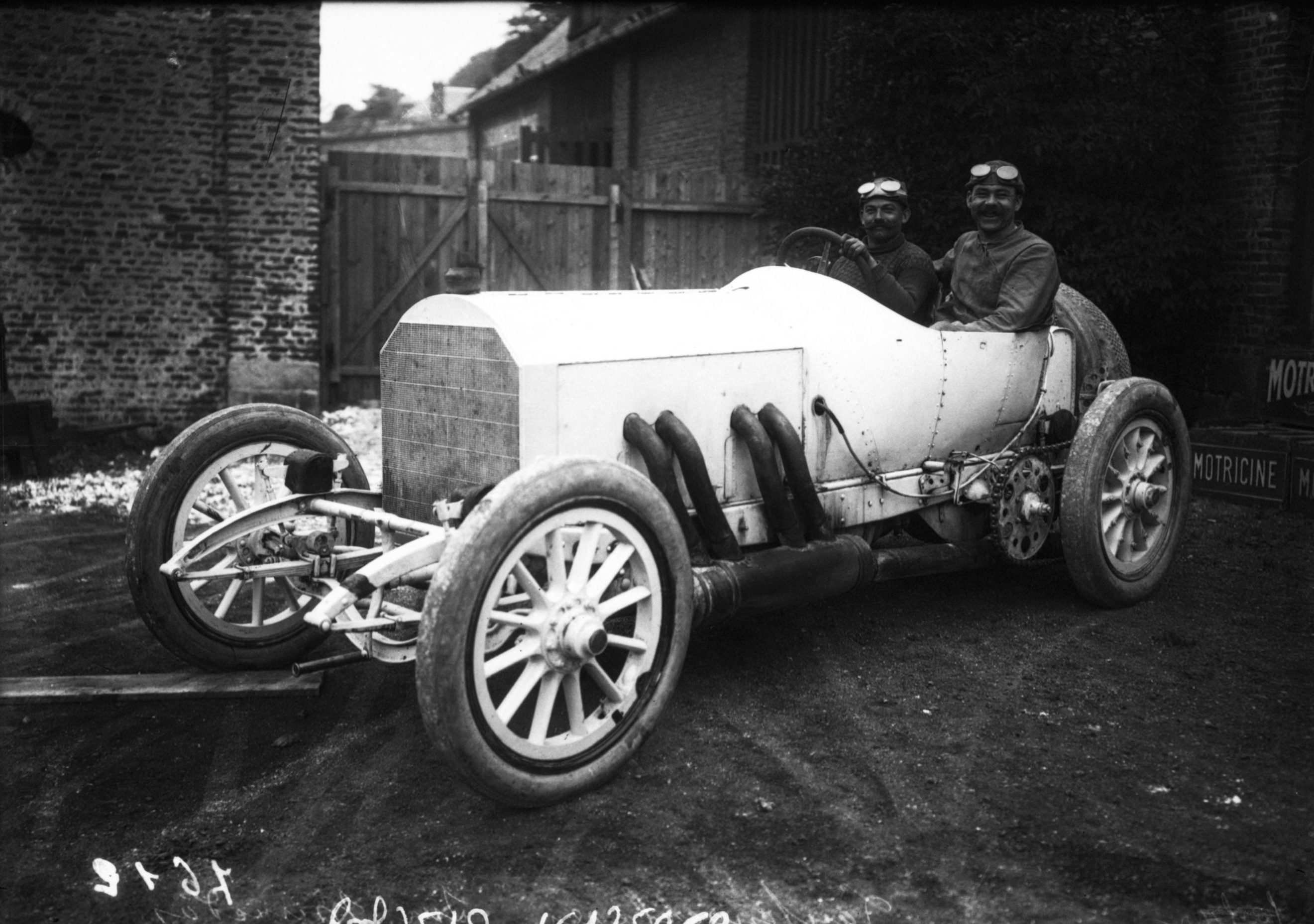
Sieger beim Großen Preis des ACF: Christian Friedrich Lautenschlager.

Gewinner des Rennens Moskau–St. Petersburg: Victor Hémery.

Höhepunkt der Motorsport-Saison 1908 war wie stets der Grand Prix de l’ACF, der in diesem Jahr erneut auf dem Circuit de Dieppe ausgetragen wurde.
Dazu wurden sechs weitere bedeutende Rennen veranstaltet, drei davon in Italien. Mit Moskau–St. Petersburg fand das letzte große Stadt-zu-Stadt-Rennen dieser Epoche statt.

## Rennkalender

### Grandes Épreuves
|   | Datum  | Rennen               | Strecke           | Sieger                                        | Statistik |
| - | ------ | -------------------- | ----------------- | --------------------------------------------- | --------- |
| 1 | 07.07. | Großer Preis des ACF | Circuit de Dieppe | Christian Friedrich Lautenschlager (Mercedes) | Statistik |

### Weitere Rennen
| Datum  | Rennen                   | Strecke                       | Sieger                             | Statistik |
| ------ | ------------------------ | ----------------------------- | ---------------------------------- | --------- |
| 18.05. | Targa Florio             | Grande circuito delle Madonie | Vincenzo Trucco (Isotta Fraschini) | Statistik |
| 01.06. | Moskau–St. Petersburg    | –                             | Victor Hémery (Benz)               |           |
| 06.09. | Coppa Florio             | Bologna                       | Felice Nazzaro (Fiat)              |           |
| 07.09. | Coppa della Velocità     | Bologna                       | Jean Porporato (Berliet)           |           |
| 24.10. | Vanderbilt Cup           | Long Island Motor Parkway     | George Robertson (Locomobile)      | Statistik |
| 26.11. | Großer Preis von Amerika | Savannah-Effingham Raceway    | Louis Wagner (Fiat)                | Statistik |